# Euclea acutifolia
Euclea acutifolia là một loài thực vật có hoa trong họ Thị. Loài này được E.Mey. ex A.DC. mô tả khoa học đầu tiên năm 1844.